# Cataulacus adpressus
Cataulacus adpressus é uma espécie de formiga do gênero Cataulacus, pertencente à subfamília Myrmicinae.